# 1680년
1680년은 월요일로 시작하는 윤년이다.

## 연호
- 오주(吳周) 홍화(洪化) 2년
- 동녕(東寧) 영력(永曆) 34년
- 청(淸) 강희(康熙) 19년
- 일본(日本) 엔포(延宝) 8년
- 후 레 왕조(後黎朝) 빈찌(永治) 5년 / 찐호아(正和) 원년

## 기년
- 오주(吳周) 오세번(吳世璠) 2년
- 동녕(東寧) 연평문왕(延平文王) 18년
- 류큐(琉球) 쇼테이왕(尚貞王) 12년
- 청(淸) 성조 강희제(聖祖 康熙帝) 19년
- 조선(朝鮮) 숙종(肅宗) 6년
- 후 레 왕조(後黎朝) 희종(熙宗) 5년

## 사건
- 경신환국

## 사망
- 6월 4일 - 일본 에도 막부 4대 쇼군 도쿠가와 이에쓰나
- 12월 16일(음력 10월 26일) - 조선 19대 국왕 숙종의 정비 인경왕후
- 조선의 문신 허적